# Luigi Girardin
Luigi Girardin (Mirano, 7 luglio 1925 – Padova, 29 settembre 1997) è stato un politico italiano.